# Armand I de Rohan-Soubise
Armand-Gaston-Maximilien de Rohan-Soubise (Parigi, 26 giugno 1674 – Parigi, 19 luglio 1749) è stato un cardinale e politico francese. Nel 1713 divenne Gran Cappellano di Francia

## Biografia
Armand I de Rohan-Soubise era figlio di François de Rohan, conte di Rochefort e primo Principe di Soubise (1630 – 1712) e quindi membro del potente Casato di Rohan, e di sua moglie Anne Julie de Rohan-Chabot. Egli fu zio del cardinale Armand II de Rohan-Soubise e del cardinale Louis-César-Constantin de Rohan-Guéméné-Montbazon, entrambi vescovi di Strasburgo. Egli fu anche prozio del cardinale Louis-René-Édouard de Rohan-Guéménée, vescovo di Strasburgo dal 1779 al 1801.
Dopo aver frequentato il Seminario di Saint-Magloire a Parigi, fu studente alla Sorbona ove ottenne il dottorato in teologia. Ordinato sacerdote, ottenne la nomina ad abate commendatario di Moutier (1692) e Lire (1698) oltre a venire ammesso nel capitolo della cattedrale di Strasburgo dal 1694, il che rientrava in un progetto più ampio voluto da Luigi XIV che dal 1681 annetté Strasburgo alla Francia.
Eletto vescovo titolare di Tiberiade e nominato coadiutore della diocesi di Strasburgo dal 18 aprile 1701, venne consacrato il 26 giugno di quell'anno nella chiesa parigina di St-Germain des Près per mano del cardinale Wilhelm Egon von Fürstenberg, vescovo di Strasburgo, assistito da Louis-Anne de Roussillon, vescovo di Laon, e da François-Louis de Clermont-Tonnèrre, vescovo di Langres. Divenuto membro dell'Académie des Inscriptions et Belle Lettres nel 1701, fu protettore de l'Académie de Soissons. Membro dell'Académie Française dal 30 giugno 1703, per volere di papa Innocenzo XII e su pressione del capitolo e dei suoi parenti, venne eletto alla cattedra episcopale di Strasburgo il 9 aprile 1704 dopo la morte del suo predecessore. Nel 1707 ottenne la nomina ad abate commendatario del monastero di Saint-Epvre de Toul.
Da arcivescovo, accolse i Gesuiti giunti in città nel 1683, promuovendo il loro operato, preferendo invece scagliarsi contro la maggioranza della popolazione tedesca della città ed in particolare contro i protestanti. Nel 1734 istituì in diocesi le suore della carità, per il servizio in ospedali e ricoveri per anziani.
Papa Clemente XI lo elevò al rango di cardinale nel concistoro del 18 maggio 1712; in quello stesso anno fu nominato anche abate commendatario dell'abbazia di Chaise-Dieu, carica che mantenne fino alla morte. Nominato Grande Elemosiniere del re di Francia e cavaliere dell'Ordine dello Spirito Santo nel 1713, divenne presidente della commissione per l'esaminazione della bolla papale Unigenitus Dei Filius dall'8 settembre di quell'anno, prima che essa fosse pubblicata in Francia nel novembre 1713. Ottenne anche l'abbazia di Saint Waast nel 1715. Prese parte quindi al conclave del 1721 dal quale uscì eletto papa Innocenzo XIII. Il 16 giugno 1721 ricevette la berretta cardinalizia ed il titolo di Santissima Trinità al Monte Pincio. Egli rimase dunque a Roma dal luglio al dicembre 1721 e venne incaricato di curare affari diplomatici per conto della Francia. Nominato quindi abate commendatario di Foigny nel 1722, divenne membro del consiglio di reggenza in Francia in quello stesso anno. Prese parte al conclave del 1724 ove venne eletto papa Benedetto XIII. Egli benedisse il matrimonio tra Luigi XV di Francia e la principessa Maria Leszczyńska di Polonia il 15 agosto 1725. Prese parte quindi al conclave del 1730 che elesse papa Clemente XII e nuovamente a quello del 1740 che elesse papa Benedetto XIV.
Morì il 19 luglio 1749 nella sua residenza al Vieux-Louvre di Parigi. La sua salma venne trasferita il 21 luglio di quell'anno al convento de la Merci e qui sepolta secondo la sua volontà. Alla sua morte gli succedette il nipote Armand de Rohan-Soubise.
Al vescovado di Strasburgo, Armand de Rohan-Soubise preferì di gran lunga il proprio palazzo di famiglia a Saverne. Nel 1709 infatti fece ricostruire il grande palazzo principesco nella cittadina ad opera dell'architetto Robert de Cotte. L'interno venne arredato con finissimi mobili ed opere di tappezzeria provenienti da Parigi.
Tra il 1732 e il 1741 egli si occupò di far costruire la residenza dei vescovi di Strasburgo, ancora oggi detto Palais Rohan. Attualmente il palazzo accoglie il museo di storia della città francese.
Nel 1703 egli entrò a far parte dell'Académie française, intrattenendo stretti contatti con Charles Perrault, anch'egli membro dell'Accademia.

## Genealogia episcopale e successione apostolica
La genealogia episcopale è:
- Cardinale Guillaume d'Estouteville, O.S.B.Clun.
- Papa Sisto IV
- Papa Giulio II
- Cardinale Raffaele Sansone Riario
- Papa Leone X
- Papa Paolo III
- Cardinale Francesco Pisani
- Cardinale Alfonso Gesualdo di Conza
- Papa Clemente VIII
- Cardinale Pietro Aldobrandini
- Cardinale Laudivio Zacchia
- Cardinale Antonio Barberini, O.F.M.Cap.
- Cardinale Marcantonio Franciotti
- Cardinale Giambattista Spada
- Cardinale Carlo Pio di Savoia
- Arcivescovo Ercole Visconti
- Cardinale Wilhelm Egon von Fürstenberg
- Cardinale Armand-Gaston-Maximilien de Rohan de Soubise

La successione apostolica è:
- Arcivescovo François Blouet de Camilly (1705)
- Vescovo Joseph-Ignace-Jean-Baptiste de Mesgrigny, O.F.M.Cap. (1711)
- Vescovo Louis-François Du Plessis de Mornay, O.F.M.Cap. (1714)
- Arcivescovo François-Paul de Neufville de Villeroy (1714)
- Vescovo Ennemond-Flodoard Moret de Bourchenu (1715)
- Vescovo Louis Philippe d'Auneau de Visé (1719)
- Cardinale Guillaume Dubois (1720)
- Arcivescovo Charles de Saint-Albin (1722)
- Cardinale Henri-Osvald de la Tour d'Auvergne de Bouillon (1722)
- Arcivescovo Armand-Jules de Rohan-Guémené (1722)
- Vescovo Joseph-Alphonse de Valbelle de Tourves (1723)
- Vescovo Michel-Celse-Roger de Rabutin de Bussy (1724)
- Vescovo Charles-Louis de Froullay de Tessé (1724)
- Arcivescovo Antoine-François de Bliterswyck de Montcley (1724)
- Vescovo Pierre de Pardaillan de Gondrin d'Autin (1724)
- Arcivescovo Jean-Baptiste-Antoine de Brancas (1725)
- Vescovo Jean Vivant (1730)
- Vescovo Johann Franz Riccilli (1739)
- Cardinale François-Armand-Auguste de Rohan-Soubise-Ventadour (1742)

## Ascendenza
|                                 |                    |                                     | Genitori                            |  |  | Nonni |  |  | Bisnonni                     |  |  | Trisnonni                    |  |
|                                 |                    |                                     |                                     |  |  |       |  |  | 8. Louis VI de Rohan-Guéméné |  |  | 16. Louis V de Rohan-Guéméné |  |
|                                 |                    |                                     |                                     |  |  |       |  |  | 8. Louis VI de Rohan-Guéméné |  |  | 16. Louis V de Rohan-Guéméné |  |
|                                 |                    | 17. Marguerite de Laval             |                                     |  |  |       |  |  | 8. Louis VI de Rohan-Guéméné |  |  |                              |  |
| 4. Hercule de Rohan             |                    |                                     |                                     |  |  |       |  |  | 8. Louis VI de Rohan-Guéméné |  |  |                              |  |
|                                 |                    | 9. Eléonore de Rohan-Gié            | 18. François de Rohan-Gié           |  |  |       |  |  |                              |  |  |                              |  |
|                                 |                    | 9. Eléonore de Rohan-Gié            | 18. François de Rohan-Gié           |  |  |       |  |  |                              |  |  |                              |  |
|                                 |                    | 9. Eléonore de Rohan-Gié            | 19. Catherine de Silly              |  |  |       |  |  |                              |  |  |                              |  |
| 2. François de Rohan            |                    | 9. Eléonore de Rohan-Gié            |                                     |  |  |       |  |  |                              |  |  |                              |  |
|                                 |                    | 10. Claude de Bretagne d'Avaugour   | 20. Charles de Bretagne d'Avaugour  |  |  |       |  |  |                              |  |  |                              |  |
|                                 |                    | 10. Claude de Bretagne d'Avaugour   | 20. Charles de Bretagne d'Avaugour  |  |  |       |  |  |                              |  |  |                              |  |
|                                 |                    | 10. Claude de Bretagne d'Avaugour   | 21. Philippe de Saint-Amadour       |  |  |       |  |  |                              |  |  |                              |  |
| 5. Marie de Bretagne d'Avaugour |                    | 10. Claude de Bretagne d'Avaugour   |                                     |  |  |       |  |  |                              |  |  |                              |  |
|                                 |                    | 11. Catherine Fouquet de La Varenne | 22. Guillaume Fouquet de La Varenne |  |  |       |  |  |                              |  |  |                              |  |
|                                 |                    | 11. Catherine Fouquet de La Varenne | 22. Guillaume Fouquet de La Varenne |  |  |       |  |  |                              |  |  |                              |  |
|                                 |                    | 11. Catherine Fouquet de La Varenne | 23. Catherine Foussard              |  |  |       |  |  |                              |  |  |                              |  |
| 1. Armand I de Rohan-Soubise    |                    | 11. Catherine Fouquet de La Varenne |                                     |  |  |       |  |  |                              |  |  |                              |  |
|                                 | 12. Charles Chabot | 24. Léonor Chabot de Jarnac         |                                     |  |  |       |  |  |                              |  |  |                              |  |
|                                 | 12. Charles Chabot | 24. Léonor Chabot de Jarnac         |                                     |  |  |       |  |  |                              |  |  |                              |  |
|                                 | 12. Charles Chabot | 25. Marguerite de Durfort           |                                     |  |  |       |  |  |                              |  |  |                              |  |
| 6. Henri Chabot                 | 12. Charles Chabot |                                     |                                     |  |  |       |  |  |                              |  |  |                              |  |
|                                 |                    | 13. Henriette de Lur-Saluces        | 26. Michel de Lur-Saluces           |  |  |       |  |  |                              |  |  |                              |  |
|                                 |                    | 13. Henriette de Lur-Saluces        | 26. Michel de Lur-Saluces           |  |  |       |  |  |                              |  |  |                              |  |
|                                 |                    | 13. Henriette de Lur-Saluces        | 27. Marie Raguier d'Esternay        |  |  |       |  |  |                              |  |  |                              |  |
| 3. Anne de Rohan-Chabot         |                    | 13. Henriette de Lur-Saluces        |                                     |  |  |       |  |  |                              |  |  |                              |  |
|                                 |                    | 14. Henri II de Rohan               | 28. René II de Rohan                |  |  |       |  |  |                              |  |  |                              |  |
|                                 |                    | 14. Henri II de Rohan               | 28. René II de Rohan                |  |  |       |  |  |                              |  |  |                              |  |
|                                 |                    | 14. Henri II de Rohan               | 29. Catherine de Parthenay          |  |  |       |  |  |                              |  |  |                              |  |
| 7. Marguerite de Rohan          |                    | 14. Henri II de Rohan               |                                     |  |  |       |  |  |                              |  |  |                              |  |
|                                 |                    | 15. Marguerite de Béthune           | 30. Maximilien de Béthune           |  |  |       |  |  |                              |  |  |                              |  |
|                                 |                    | 15. Marguerite de Béthune           | 30. Maximilien de Béthune           |  |  |       |  |  |                              |  |  |                              |  |
|                                 |                    | 15. Marguerite de Béthune           | 31. Rachel de Cochefilet            |  |  |       |  |  |                              |  |  |                              |  |
|                                 |                    | 15. Marguerite de Béthune           |                                     |  |  |       |  |  |                              |  |  |                              |  |

## Stemma
| Immagine | Stemma |
| -------- | --- |
| \| \|    | Armand I de Rohan-Soubise Principe del Sacro Romano Impero, Cardinale, Grand'Elemosiniere di Francia, Commendatore dell'Ordine dello Spirito Santo Inquartato: nel 1° e nel 4° di rosso a una banda d'argento caricata di un filetto di verde; nel 2° e nel 3° di rosso alla banda d'argento bordata di dodici fiorono del medesimo (Bassa Alsazia); sul tutto, partito: nel 1° di rosso a nove losanghe d'oro disposte 3, 3, 3 (Rohan), nel 2° ermellinato (Bretagna). Lo scudo, accollato a una croce astile patriarcale d'oro, posta in palo, è timbrato da un cappello con cordoni e nappe di rosso. Le nappe, in numero di trenta, sono disposte quindici per parte, in cinque ordini di 1, 2, 3, 4, 5. Dietro allo scudo sono presenti le insegne da principe del Sacro Romano Impero. |
|          | |